# Джолиън Лескът
Джолиън Патрик Лескът (на английски: Joleon Patrick Lescott, роден на 16 август 1982 в Бирмингам) е английски футболист, който играе като защитник. Неговата любима позиция е тази на централния защитник, но се изявява добре и като ляв бек.

## Кариера
Пристига в Евертън през лятото на 2006 и се налага като основен защитник в тима от Ливърпул. Превръща се в един от любимците на публиката с постоянните си изяви и печели място в националния отбор на родината си. В продължение на три сезона защитава цветовете на „Карамелите“, а през лятото на 2009 е продаден на Манчестър Сити за 24 млн. паунда и играе там до края на сезон 2013-2014. На 20 юни 2014 подписва двегодишен договор с опция за продължаване с Уест Бромич като свободен агент.
В своята кариера Джолиън Лескът има 538 мача, в 30 от тях е влизал като резерва и има отбелязани 39 гола.
Като петгодишно момче е ударен от кола близо до неговото училище, в резултат на което претърпява операция. Белезите от хирургическата интервенция остават на неговото лице.

## Отличия
Манчестър Сити
- Висша лига (2012), (2014)
- ФА Къп (2011)
- Купата на Футболната лига (2014)